# Mount Joyce
Mount Joyce ist ein markanter, 1830 m hoher und kuppelförmiger Berg in den Prince Albert Mountains des ostantarktischen Viktorialands. Er ragt 13 km nordwestlich des Mount Howard auf. 
Teilnehmer der Nimrod-Expedition (1907–1909) unter der Leitung des britischen Polarforschers Ernest Shackleton entdeckten ihn. Benannt ist der Berg nach dem Polarforscher Ernest Joyce (1875–1940), einem Teilnehmer der Expedition.